# Emmanuel Osei Kuffour
Pour les articles homonymes, voir Osei et Kuffour.
Emmanuel Osei Kuffour (né le 6 avril 1976 à Accra au Ghana) est un footballeur international ghanéen, qui évoluait au poste de milieu de terrain.

## Biographie

### Carrière en sélection
Avec l'équipe du Ghana, il joue 31 matchs (pour 2 buts inscrits) entre 1996 et 2002. Il figure notamment dans le groupe des sélectionnés lors des CAN de 1996, 1998 et 2002.
Il participe également aux JO de 1996. Lors du tournoi olympique, il dispute le match des quarts de finale perdue contre le Brésil.